# José Luis Chicoma
José Luis Chicoma Lúcar (31 de marzo de 1976) es un economista peruano. Se desempeñó como ministro de la Producción, desde el 18 de noviembre del 2020 hasta el 28 de julio del 2021, durante el gobierno de Francisco Sagasti.

## Biografía
Estudió Economía en la Universidad del Pacífico, en la cual obtuvo el grado de Bachiller en Economía. Tiene un master en Políticas Públicas por la Universidad de Harvard.
Fue Asesor de la entonces ministra de Comercio Exterior y Turismo, Mercedes Aráoz, desde 2006 hasta inicios de 2009.
En 2009 fue designado Director de Exportaciones de PromPeru.
El 7 de agosto de 2009 fue designado viceministro de MYPE e Industria por el presidente Alan García. Laboró en dicho sector bajo la gestión los ministros de la Producción Mercedes Aráoz y José Nicanor Gonzáles Quijano. Renunció al viceministerio en noviembre de 2010.
Ese mismo año fue incluido en la lista de la revista Semana Economía de 25 personas menores de 45 años que cambiarán la economía del Perú. 
Desde el 2012 al 2020, se desempeñó como director general de Ethos Laboratorio de Políticas Públicas, un think tank (centro de pensamiento) ubicado en Ciudad de México. 
En el 2017 fue nombrado World Fellow en el Yale Greenberg World Fellows Program en la Universidad de Yale.
En el 2018 fue nombrado Draper-Hills Summer Fellow en la Universidad de Stanford.

### Ministro de la Producción
El 18 de noviembre del 2020, Chicoma fue nombrado como ministro de la Producción por el presidente Francisco Sagasti.
En su periodo como ministro, promovió la modernización de los mercados de abastos, las compras gubernamentales de alimentos a pescadores artesanales y pequeños acuicultores, la aprobación de marcos regulatorios para la sostenibilidad del perico y los recursos bentónicos, y el desarrollo de parques ecoindustriales, entre otros. 
Ha sido profesor en la Pontificia Universidad Católica del Perú, Universidad del Pacífico y la Universidad ESAN.